# Alan Burnett
Alan Burnett est scénariste américain né en 1950, responsable de série animées telles que Batman, les nouvelles aventures, Superman, l'Ange de Metropolis (Superman: The Animated Series), Batman, la relève et d'autres. Il a obtenu son diplôme à l'université de Floride et ensuite assisté à l'université de Californie du Sud. Il a remporté quatre Emmy Awards pour son travail dans la télévision.
En plus de cela, il va également se pencher sur l'un des épisodes de Batman: Gotham Knight, une série de 6 courts métrages d'animation qui font la transition entre les films Batman Begins et The Dark Knight, comme scénariste.

## Récompenses
- 2017 : Prix Inkpot